# Mainzer Carneval Club
Der Mainzer Carneval Club 1899 e. V. (MCC) ist einer der beiden großen Mainzer Fastnachtsvereine, die keine Garden sind.

## Vorgeschichte
Die moderne Mainzer Fastnacht entstand im Jahre 1838 mit der Gründung des Mainzer Carneval-Vereins (MCV) und der Mainzer Ranzengarde. Diese beiden Gruppierungen waren bis in die 1850er Jahre die einzigen Träger der Mainzer Fastnacht und Veranstalter der Rosenmontagszüge. Erst ab 1856 entstanden (beginnend mit der Mainzer Kleppergarde) weitere Fastnachtsvereine, und gegen Ende des 19. Jahrhunderts war eine Blütezeit sowohl der organisierten als auch der unorganisierten Vereinigungen.
Eine der wichtigsten unorganisierten Vereinigungen der 1880er und 1890er Jahre war der Birnbaum-Club, der sich zwanglos im „Brauhaus zum Birnbaum“ in der Mainzer Birnbaumsgasse zu Sitzungen traf. Ein Schwerpunkt waren die Büttenreden zu aktuellen Themen, und der Club tat sich bereits damals als „Rednerschule“ hervor. Die Veranstaltungen waren preisgünstig, es wurde kein Eintritt erhoben (stattdessen zahlte der Wirt dafür, dass die Veranstaltungen in seinem Saal stattfinden konnten).
Da der „Birnbaum“ mit 250 Plätzen zu klein wurde, siedelte man in den „Schöfferhof“ in der Schusterstraße um und vereinigte sich am 5. Dezember 1898 mit der befreundeten, dort ansässigen Vereinigung der „Humoristische Derke“ (Humoristischen Türken) zum Mainzer Karneval-Klub (die Schreibweise mit „K“ kam nur in der Anfangszeit vor und wurde später verpönt).

## Der alte MCC
Der Club war mit seinen Sitzungen ungemein erfolgreich, und bald fanden die Sitzungen in der Stadthalle statt. Die Profilierung als Talentschmiede wurde vorangetrieben, und die Ansprüche waren hoch. Ein Aktiver musste in jeder Saison mehrere verschiedene Vorträge präsentieren. Natürlich wurden Tagesereignisse wie der Hauptmann von Köpenick 1907 oder der Halleysche Komet 1910 aufgegriffen, letzteres in Form einer närrischen Weltuntergangsveranstaltung („Speisen und Getränke bittet man vor Eintritt der Katastrophe zu bezahlen“).
Der MCC legte Wert auf niedrige Eintrittspreise (insbesondere wollte man immer unter dem eher großbürgerlich orientierten MCV bleiben), und in den Sitzungen wurde eher Bier als Wein getrunken. Das führte zu den Etiketten des „roten Clubs“ und des „schwarzen Vereins“. Mit dem MCV gab es teils scherzhafte, teils ernster genommene Rivalitäten; einerseits traten MCC-Redner beim MCV auf, andererseits wurden sie auch vom MCV abgeworben.
Nach dem Ersten Weltkrieg war Mainz (bis 1930) französisch besetzt. Fastnacht war erst ab 1925 wieder erlaubt, und sie lebte vor allem von auf mainzerisch vorgetragener Kritik an der Besatzungsmacht. Der MCC allerdings litt zu dieser Zeit unter der Überalterung seiner Mitglieder, und vor allem auch unter den steigenden Preisen. Als dann noch Vergnügungssteuern verlangt wurden, beschloss der MCC, in der Kampagne 1928 keine Veranstaltung durchzuführen.

## Die UKRA
Zu dieser Zeit hatte sich unter den Betriebsangehörigen des Städtischen Umformerwerks und des Kraftwerks eine gesellige Vereinigung herausgebildet, die unter der Führung von Jakob Wucher unter dem Namen „UKRA“ im „Brauhaus zur Sonne“ erfolgreiche Sitzungen veranstaltete. Als die UKRA dann 1929 im Schöfferhof, dem Sitz des (noch nicht formal aufgelösten) MCC eine Generalversammlung abhielt, geriet sie in das Blickfeld der alten MCC-Funktionäre. Martin Mundo, der MCC-Präsident, schlug Jakob Wucher vor, das Erbe unter dem Namen „Mainzer Carneval Club UKRA“ zu übernehmen, was 1933 auch stattfand.

## Während der Nationalsozialistischen Diktatur
1934 wurde der Club von den Behörden angewiesen, das „UKRA“ aus seinem Namen zu streichen. Der MCC wurde von Jahr zu Jahr erfolgreicher, und im Jahr 1938, als eine MCC-Sitzung deutschlandweit im Radio übertragen (und die Sendezeit spontan von einer Stunde auf vier Stunden bis zum Ende der Sitzung um Mitternacht verlängert) wurde, war die Mainzer Fastnacht überregional erfolgreich. 1938 war übrigens auch das Jahr des 100-jährigen MCV-Jubiläums und der Einführung des „Helau“ aus Düsseldorf.
Die Reden waren teils systemkonform, teils mit leicht versteckten Anspielungen gewürzt. Allerdings fanden selbst „gewagte“ Reden wie Martin Mundos bekannter „Heringsvortrag“ bei Nazis im Publikum Anklang, die die Anspielungen im Hinblick auf innerparteiliche Rivalitäten umdeuteten. Auch bei der erfolgreichen Weigerung Wuchers, die Vortragsmanuskripte der Zensur vorzulegen, ging es um Schutz gegen Ideenklau vom MCV.
Als dann im Krieg die Fastnacht ausfiel, fanden im privaten Rahmen Veranstaltungen der Vereinsmitglieder statt, die der aufgrund einer Gehbehinderung kriegsdienstuntaugliche Wucher organisierte. In Nieder-Saulheim konnte Wucher Vereinsmaterialien auslagern, so dass nach dem Krieg ein Neubeginn vergleichsweise schnell möglich wurde.

## Die Zeit nach dem Zweiten Weltkrieg
1946 half Jakob Wucher bei der Organisation des Mainzer Weinmarktes mit. 1947 begannen die ersten Sitzungen im „Brauhaus zum Rad“. 1948 wurde der fünfzigste Geburtstag des MCC gefeiert. Die Rolle des Komitees übernahmen für eine halbe Sitzung 11 damals bekannte Mainzer Originale. Bis 1951 durfte Wucher im MCC allerdings nicht in den Vordergrund treten – das wurde ihm von der französischen Besatzungsmacht wegen seiner Parteimitgliedschaft ab 1939 untersagt.
1954 bot der Südwestfunk dem MCC die Fernsehübertragung einer Sitzung an, die dann auf Initiative von Wucher gemeinsam mit dem MCV als „Mainz wie es singt und lacht“ als erste Fernsehsitzung stattfand.
Nachfolger von Wucher als Präsident war von 1969 bis 1997 Bernd Mühl, gefolgt von Horst Seitz, der das Amt bis 2021 innehatte. Seit 2021 wird der MCC von Florian Sitte geleitet. Bis heute hat der Club zusammen mit dem MCV eine Hauptrolle in der Mainzer Fastnacht inne.